# Grutterinkgebergte
Het Grutterinkgebergte is een gebergte in Sipaliwini, Suriname.
Het gebergte ligt in de buurt van Granbori. Het hoogste punt ligt op 223 meter. Het gebergte is vernoemd naar Jan Adolf Grutterink.